# هایکندورف
هایکندورف (به آلمانی: Heikendorf) یک شهر در آلمان است که در Plön (District) واقع شده‌است. هایکندورف ۸٬۲۹۵ نفر جمعیت دارد.